# Troja (slott)
Trojský zámek eller bara Troja är ett slott i Tjeckiens huvudstad Prag. Troja ligger 190 meter över havet.
Slottet, som är i barockstil, byggdes mellan 1679 och 1691 för grevarna Sternberg. Mellan slottet och floden Vltava finns en slottspark i barockstil efter fransk förebild med en centralt placerad brunn. Mot öst ligger en fruktträdgård i barockstil och i centrum av denna finns en trädgårdslabyrint. Slottet Troja ägs av staden Prag och används som konstmuseum för 1800-talskonst.
Slottet ligger vid zoologiska trädgården i Prag och på ett kort avstånd från botaniska trädgården i Prag.